# 小行星1882
小行星1882（1882 Rauma）是一颗围绕太阳公转的小行星。1941年10月15日，利斯·奧特瑪在图尔库发现了此天体。
該小行星以芬蘭的城市勞馬命名。
这颗小行星的绝对星等为124.9281716223473等。